# 닭싸움
닭싸움, 또는 투계(鬪鷄)는 수탉끼리 만나면 꼭 싸우는 습성을 이용하여 특별히 길러 놓은 수탉에게 싸움을 시켜 구경거리로 삼고 또는 돈을 거는 놀이이다. 이와 같은 닭싸움(鬪鷄)은 동남아시아 여러 곳에서 흔히 볼 수 있으며, 한국에서도 전국적인 분포를 나타내고 있으나 특히 경상남도에서 성행되어 왔다. 닭싸움을 위해 생긴 닭의 종류도 있다.

## 싸움 닭
대표적인 싸움 닭의 종류로서는 인도 원산의 '샤모', 영국 원산의 '올드 잉글리쉬 게임', 일본산인 '한두', 그리고 한두와 한국 재래종의 잡종인 '우두리' 등이 있으며, 이들의 투지를 기르기 위하여 미꾸라지와 달걀 또는 뱀까지도 먹이로 먹인다. 싸움 닭은 목이 긴 것이 특징이며, 동작이 민첩하다. 주둥이로 쪼고 차면서 싸우는데 앞치기·뒷치기·턱치기 등의 명칭이 있으며 주저앉거나 주둥이가 땅에 닿거나 하면 진다. 일년생이 가장 투지 왕성하여 죽을 때까지 싸우는 경우도 있다.

## 같이 보기
- 투견